# Laktoseintoleranz

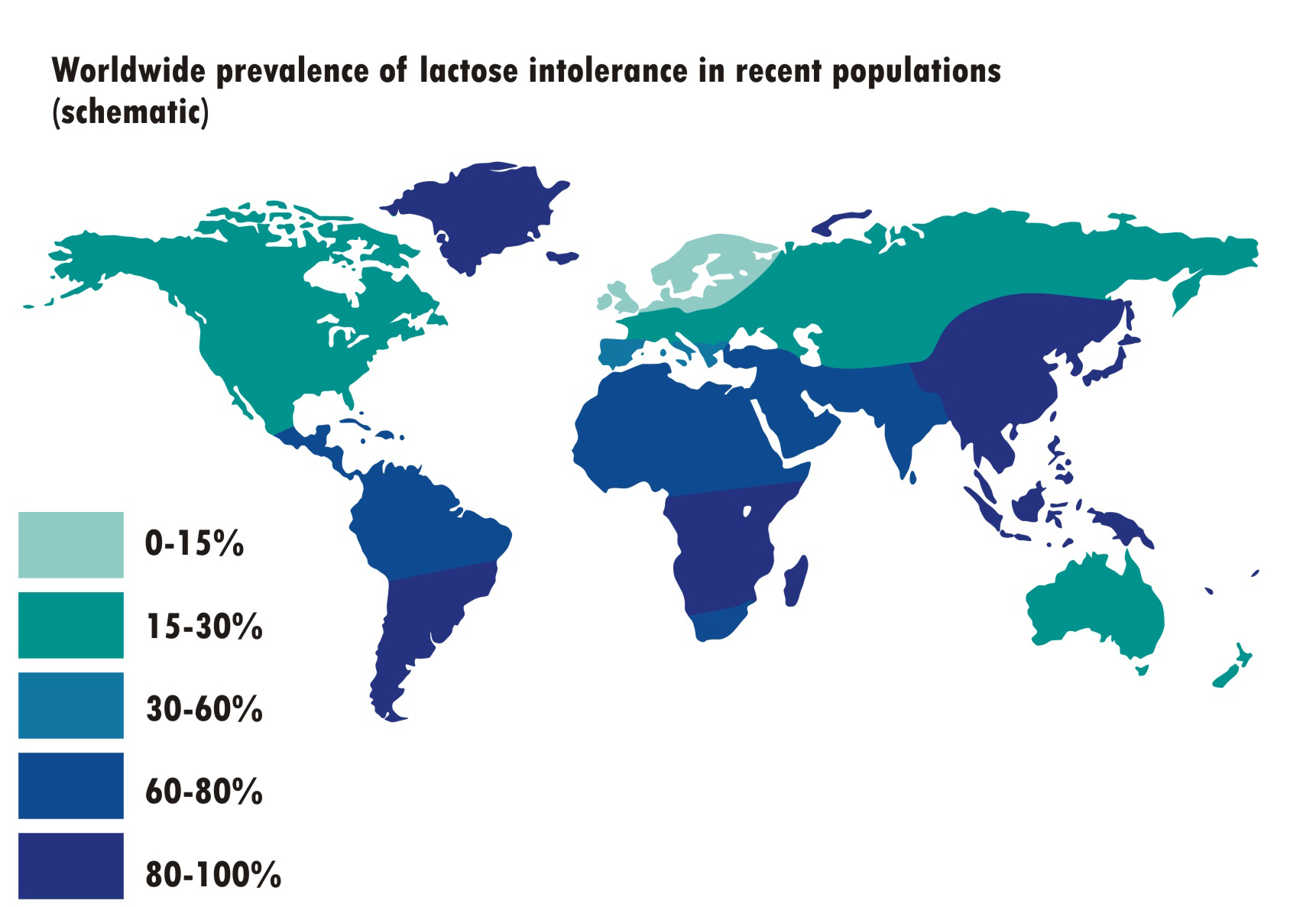
Weltweite Prävalenz der Laktoseintoleranz

Bei Laktoseintoleranz oder Milchzuckerunverträglichkeit wird der mit der Nahrung aufgenommene Milchzucker als Folge fehlender oder verminderter Produktion des Verdauungsenzyms Lactase nicht oder unvollständig verdaut; daraus kann sich eine Unverträglichkeit für Milch und Milcherzeugnisse ergeben. Eine Laktoseintoleranz ist bei Kindern unter fünf Jahren sehr selten. Meist entwickelt sie sich erst im Jugend- und Erwachsenenalter.
Weltweit ist Laktoseintoleranz sehr verbreitet, wobei es je nach Region und Bevölkerung deutliche Unterschiede gibt: 
Während die Inzidenz in Afrika und Ostasien bei 65 bis über 90 % der Erwachsenen liegt, sind es etwa 5 bis 15 % unter Europäern und ebenfalls 5–15 % bei hellhäutigen Menschen in Australien und Nordamerika. In Deutschland gibt es laut Bundeszentrum für Ernährung etwa 15 % Laktoseintolerante. Am seltensten ist die Laktoseintoleranz in Nordeuropa. 

## Allgemeines

Spaltung des Milchzuckers in Galaktose (1) und Glukose (2).

Alle (gesunden) neugeborenen Säugetiere bilden während des Säugens (Säuglinge in der Stillzeit) das Enzym Laktase, welches das nicht resorbierbare Disaccharid Milchzucker in die verwertbaren Einfachzucker D-Galaktose und D-Glukose spaltet. Laktase wird dazu in der Dünndarmschleimhaut (vor allem im Jejunum) gebildet und ist Inhaltsstoff des Darmsafts; sie ermöglicht dem Neugeborenen die Nutzung der milchzuckerreichen Muttermilch als Hauptenergiequelle.
Im Laufe der natürlichen Entwöhnung von der Muttermilch sinkt die Aktivität der Laktase auf etwa 5–10 % der Aktivität bei der Geburt.
Das gilt für den Menschen und alle anderen Säugetiere. Nur bei Populationen, die seit langer Zeit Milchwirtschaft betreiben, hat sich als vermutlicher Selektionsvorteil eine Mutation durchgesetzt, die dazu führt, dass auch noch im Erwachsenenalter genügend Laktase produziert wird; dies wird als Laktasepersistenz bezeichnet. Die Laktasepersistenz der Nordeuropäer entstand durch eine Genmutation vor ungefähr 7000 Jahren, nach anderen Erkenntnissen sogar erst während der letzten 5000 Jahre.

## Symptome
Bei mangelhafter Laktaseaktivität gelangt ungespaltener Milchzucker beim Menschen bis in den Dickdarm, wo er von Darmbakterien aufgenommen und vergoren wird. Als Gärungsprodukte entstehen meist kurz nach dem Verzehr Laktat (Salz der Milchsäure) und die Gase Kohlendioxid (CO2), Methan (CH4) und Wasserstoff (H2). Die Gase führen unter anderem zu Völlegefühl, Unterbauchschmerzen, Blähungen und die ebenfalls gebildeten kurzkettigen Fettsäuren zu Übelkeit mit Erbrechen. Die osmotisch aktive Milchsäure bewirkt einen Wassereinstrom in den Darm mit Durchfall (osmotische Diarrhoe).
Ähnliche Symptome kommen bei Menschen mit einer Intoleranz für Fruchtzucker (Fruktose), der sogenannten Fruktosemalabsorption vor; Ähnlichkeiten bestehen auch mit dem Reizdarmsyndrom.

## Ursachen
Laktoseintoleranz kann verschiedene Ursachen haben:
- Primärer (natürlicher) Laktasemangel: Bei Säuglingen wird dieses Verdauungsenzym normalerweise in ausreichender Menge produziert. Nach einigen Jahren verringert sich die erzeugte Laktasemenge, jedoch je nach Population unterschiedlich: Während z. B. ein Großteil der erwachsenen mittel- und südasiatischen Bevölkerung keine Milchprodukte mehr verträgt, bereitet in nördlichen Bereichen (bei den meisten Bewohnern Europas und des Nahen Ostens oder Menschen europäischer und nahöstlicher Abstammung sowie den sibirischen und mongolischen Ethnien) die Milchzuckeraufnahme meistens bis ins hohe Alter keine Probleme. Grund für das Versiegen der Enzymproduktion im Erwachsenenalter ist ein Polymorphismus (Single Nucleotide Polymorphism) auf dem langen Arm des Chromosoms 2 (2q21) im Promotorbereich des Laktase-Gens: CC-Genotyp des C/T-13910-Polymorphismus oder GG-Genotyp des G/A-22018-Polymorphismus.[11]
- Sekundäre (erworbene oder vorübergehende) Laktoseintoleranz (nach Leiß 2005[12]), z. B. durch folgende Ursachen:
  - Erkrankungen des Verdauungssystems können, besonders während der Kindheit, die laktaseproduzierenden Zellen im Dünndarm so schädigen, dass vorübergehend die Laktaseproduktion beeinträchtigt ist; nach dem Auskurieren verschwindet dieser Mangel meist völlig. In seltenen Fällen sind die laktaseproduzierenden Gewebe so geschädigt, dass sie sich nicht mehr erholen, und es kommt zu einer chronischen Laktoseintoleranz.
  - bakterielle oder virale Gastroenteritis
  - chronische Darmerkrankungen
  - Zöliakie/Sprue
  - intestinales Lymphom
  - partielle oder totale Gastrektomie
  - Kurzdarmsyndrom
  - Blindsacksyndrom/großes Duodenaldivertikel
  - Chemotherapie/Strahlentherapie
  - Mangelernährung
  - chronischer Alkoholmissbrauch
  - Dünndarmparasiten aus der Gruppe der Giardien (wie Giardia intestinalis)[13]

Selten:
- Angeborener Laktasemangel (absolute Laktoseintoleranz): Aufgrund eines Gendefektes ist die Laktasebildung stark eingeschränkt, oder es kann überhaupt kein Enzym gebildet werden (so genannte Alaktasie). Die Vererbung erfolgt autosomal-rezessiv. Es handelt sich um eine seltene Erbkrankheit, die bereits in den ersten Tagen nach der Geburt an Durchfall erkennbar ist.[14]
- Ein Teil der mit angeborener Laktoseintoleranz diagnostizierten Säuglinge leidet möglicherweise an einer seltenen Störung, bei der Laktose unverdaut bereits vom Magen aufgenommen wird, in die Blutbahn gelangt (Laktosämie) und mit dem Urin ausgeschieden wird (Laktosurie). Da unverdaute Laktose im Blut schädlich ist, kann die Störung unerkannt zu Vergiftungserscheinungen mit Katarakt, Leber- und Hirnschäden führen.[15][16][17][18]

## Diagnose
Eine Selbstdiagnose von Laktoseintoleranz lässt sich mit einer Testfolge durchführen:
- Diättest: Eine mehrtägige konsequente Diät ohne Laktose, vor allem ohne Milch, Rahm und „versteckte“ Laktose (viele Fertigprodukte enthalten Milchzucker oder Milchbestandteile). Treten in dieser Zeit keine Symptome mehr auf, ist eine Laktoseintoleranz möglich.

- Expositionstest: Nach einigen Tagen Laktose-Verzicht wird ein Glas Wasser mit 50 bis 100 g gelöstem Milchzucker getrunken. Treten danach innerhalb von einigen Stunden die typischen Symptome auf, besteht wahrscheinlich eine Laktoseintoleranz.

Häufig ist die Diagnose nicht eindeutig, da nur eine unvollständige Intoleranz besteht. Beim primären Lactasemangel nimmt die Unverträglichkeit im Verlauf des Lebens zu, nicht so bei dem angeborenen Lactasemangel.
Folgende Tests sind aufwändiger:
- H2-Atem-Test:[19][20] Dieses Verfahren basiert auf dem Nachweis von Wasserstoff (H2) in der Ausatemluft. Es ist ein indirekter Nachweis des Laktasemangels. Bei der bakteriellen Aufarbeitung der Laktose im Dickdarm entsteht neben Milchsäure, Essigsäure und Kohlenstoffdioxid auch gasförmiger Wasserstoff. Dieser gelangt über das Blut in die Lungen und wird abgeatmet. Da normalerweise kein Wasserstoff in der Ausatemluft vorhanden ist, deutet ein positives Ergebnis auf eine mögliche Laktoseintoleranz hin. Gemessen wird bei diesem Test die Wasserstoffkonzentration vor und nach der oralen Verabreichung einer definierten Menge an Laktose (Milchzucker). Als positiv gilt der Befund, wenn nach der Laktosegabe eine um 20 ppm erhöhte Wasserstoffkonzentration gemessen wird. Allerdings führt dieser Test bei jedem fünften Laktoseintoleranten zu einem negativen Ergebnis: Bei diesen Patienten erzeugen besondere Bakterien der Darmflora Methan aus Kohlenstoffdioxid  auf Kosten des entstandenen Wasserstoffs.
- Blutzucker-Test: Dieses Verfahren basiert auf der Messung des Glukose-Gehalts im Blut (venöses Blut oder Kapillarblut), die Laktaseaktivität wird also über einen Anstieg der Konzentration an Glukose im Blut festgestellt. Da normalerweise Laktose in Galaktose und Glukose gespalten wird, müsste der Glukosewert (Blutzuckerwert) ansteigen, wenn Laktose eingenommen wird. Ist dies nicht der Fall, liegt der Verdacht einer Laktoseintoleranz nahe. Auch bei diesem Test nimmt der Patient auf nüchternen Magen eine definierte Menge an Laktose (üblicherweise 50 Gramm aufgelöst in einem halben Liter stillem Wasser) zu sich. Vor der Einnahme sowie zwei Stunden lang alle 30 Minuten nach der Einnahme erfolgt eine Blutprobe und es wird der Blutzuckergehalt gemessen. Normal ist ein Anstieg von über 20 mg/dl (1,11 mmol/l) Glukose in venösem Blut oder von 25 mg/dl in Kapillarblut.
- Gentest: Seit kurzem kann bei Verdacht auf Laktoseintoleranz ein Gentest auf den LCT-Genotyp durchgeführt werden. Als Untersuchungsmaterial dient eine einfache  Blutprobe.[21]
- Biopsie: In seltenen Fällen muss eine Gewebeprobe aus dem Dünndarm entnommen und untersucht werden. Hier wird die Lactaseaktivität im Dünndarmgewebe untersucht.

## Maldigestion und Auftreten von Symptomen
Klinische Studien haben gezeigt, dass der primäre Lactasemangel (Non-Persistenz) und die daraus folgende Verdauungsschwäche für Milchzucker (über die erstmals zu Beginn des 19. Jahrhunderts wissenschaftlich berichtet wurde,) nicht notwendig zu den bekannten Symptomen einer Lactoseintoleranz führen. Die meisten Menschen mit primärem Lactasemangel vertragen symptomfrei bis zu 12 g Milchzucker, was ungefähr einem Glas Milch (200 ml) entspricht. Von Lactasemangel-Probanden, die nach der Einnahme von 25 g Milchzucker einen signifikant erhöhten Atem-Wasserstoff aufwiesen, vertrug ungefähr die Hälfte diese Menge symptomfrei. Außerdem gibt es Personen, die Milchzucker zwar gut verdauen, aber trotzdem Symptome von Intoleranz zeigen, sowie Personen mit Lactasemangel, deren Symptome auch mit milchzuckerfreier Milch bestehen bleiben. Obwohl durch kontinuierlich aufgenommenen Milchzucker die Aktivität der Darmlactase nicht erhöht wird, kann damit sowohl eine Verminderung des Atem-Wasserstoffs als auch der gastrointestinalen Symptome erzielt werden. Anpassungen der Dickdarmfunktionen (Motilität, Transit und pH-Wert) und eine damit verbundene verringerte Wahrnehmung der Symptome, auch als Folge eines veränderten Metabolismus der Dickdarmflora, bieten eine wahrscheinliche Erklärung. Verschiedene probiotische, aber vor allem lebende, konventionelle Joghurtkulturen unterstützen die Milchzuckerverdauung und vermindern das Auftreten gastrointestinaler Symptome.

## Behandlung
Die Auswirkungen des Lactasemangels können z. B. durch Umstellung der Ernährung auf milchzuckerarme bzw. -freie Kost auf ein Minimum reduziert werden. So gibt es Alternativen in Form verschiedener Ersatzgetränke, die teilweise auch mit zusätzlichen Vitaminen und Calcium angereichert werden. Neben Sojamilch sind Getreide- oder Mandelmilch erhältlich. Im Weiteren gibt es laktosereduzierte Milchprodukte, unter anderem Milch, aber auch Käse, Joghurt, Sahne, Quark und mehr. Eine andere Möglichkeit ist die Zufuhr des Enzyms Laktase von außen in Form von Kautabletten oder Kapseln durch entsprechende pharmazeutische Produkte aus der Drogerie oder Apotheke. Die Wirksamkeit dieser Supplemente ist jedoch nicht zweifelsfrei erwiesen.
Milchzucker wird andererseits vielen Nahrungsprodukten zugesetzt, so etwa Broten, Getreideriegeln, Fertiggerichten, Würzmischungen, Wurstwaren, mariniertem Fleisch, Teigen, Bonbons, Speiseeis, Schokolade und Instantprodukten, z. B. Tütensuppen. Ein Grund dafür ist das vom Food-Designer gewünschte „Mundgefühl“, das den Geschmack positiv beeinflusst. Die meisten Betroffenen vertragen jedoch nahezu beschwerdefrei kleinere Mengen an Laktose, so dass eine völlige Meidung gar nicht notwendig ist. Seit dem 25. November 2005 gelten die Vorschriften zur Kennzeichnung allergieauslösender Lebensmittelbestandteile (BGBl. I S. 2896). Die Kennzeichnungspflicht umfasst auch Milch und Milchbestandteile einschließlich der Laktose. Auch Functional Food und Medikamente, einschließlich der Antibabypille, können Laktose als Trägerstoff enthalten, jedoch in absolut unerheblicher Menge.
Fermentierte Milcherzeugnisse, darunter alle Sauermilchprodukte, Käse und Quark, enthalten z. T. das Enzym Laktase von Natur aus, sodass nur sehr geringe Mengen an Milchzucker bleiben. Dies hängt vor allem mit der Herstellung zusammen. Insbesondere die in die Milch zugegebene Menge Bakterien, die mit Hilfe ihrer selbstproduzierten Laktase den Milchzucker abbauen, sowie Reifungsprozess und -dauer spielen bei Käsesorten und Joghurts dabei eine Rolle. Bei Käse gilt grundsätzlich: Je länger der Reifungsprozess, desto geringer der Laktoseanteil.
Es kommt häufig vor, dass Betroffene in der Folge Milch und Milchprodukte strikt meiden. Ob es hierbei in kritischem Maße zu einem Calciummangel kommt oder nicht, hängt von der Ausgewogenheit der sonstigen Nahrung ab. Einige Quellen berichten, dass Laktoseintolerante einem gesteigerten Osteoporose-Risiko ausgesetzt seien. Als Grund wird der geringere Verzehr von calciumhaltigen Lebensmitteln angegeben. Bei insgesamt ausgewogener Ernährung ist ein Calcium-Mangel jedoch kaum zu erwarten.

## Anthropologische Befunde
Aus einer 2007 veröffentlichten Studie des Mainzer Anthropologen Joachim Burger geht hervor, dass die Laktoseintoleranz erwachsener Menschen eine stammesgeschichtlich ursprüngliche Eigenschaft des Menschen ist, dass also die Fähigkeit, noch als Erwachsener Laktose problemlos zu verdauen, eine relativ junge genetische Neuerung ist. Burger hatte gemeinsam mit britischen Kollegen neun europäische Skelette aus der Jung- und Mittelsteinzeit (7800 bis 7200 Jahre alt) untersucht und bei der Analyse ihrer Gene entdeckt, dass keines dieser Individuen in der Lage war, Milch zu verdauen. Ein zur Kontrolle analysiertes, rund 1500 Jahre altes Skelett aus der Merowingerzeit besitzt hingegen die genetische Veränderung, so dass dieses Individuum Laktose verdauen konnte. Auch eine DNS-Analyse der als Ötzi bekannt gewordenen Gletschermumie ergab, dass der vor rund 5000 Jahren verstorbene Mann laktoseintolerant war.
Die Fähigkeit der Erwachsenen, Milch zu verdauen, hat sich in Europa demnach erst nach Einführung der Tierzucht, die hier seit etwa 8000 Jahren stattfindet, in der Bevölkerung verbreitet. Bei der im Jahr 2013 veröffentlichten Genomanalyse von 18 Skeletten eines mittelalterlichen Friedhofs in Dalheim wiesen 13 davon (72 Prozent) den Genotyp für Lactasepersistenz auf, was dem heutigen Niveau in Deutschland und Österreich entspricht.
2014 erschien eine Untersuchung urgeschichtlicher Bewohner der Pannonischen Tiefebene mit dem Ergebnis, dass die Europäer auch 5000 Jahre nach dem Beginn der Landwirtschaft noch keinen Milchzucker verdauen konnten.
Eine im Jahr 2020 publizierte Studie kommt zu dem Ergebnis, dass sich die Lactasepersistenz erst in den zurückliegenden 3000 Jahren entwickelte. 2022 kam eine Studie zu dem Ergebnis, dass in Europa seit der Jungsteinzeit zeitlich und örtlich in unterschiedlichem Ausmaß Milch konsumiert wurde. Individuen mit zunächst nicht weit verbreiteter Lactasepersistenz waren offenbar nicht allgemein gesünder oder fitter, Milch war auch nicht ihre Hauptnahrungsquelle. Vor allem während Hungersnöten und Epidemien waren Individuen mit Lactasepersistenz aber selektiv im Vorteil gegenüber nicht persistenten Individuen, da sie in solchen Notzeiten die Milch als Nahrung besser vertrugen und nicht zusätzlich von Verdauungsbeschwerden betroffen waren. Das könnte erklären, warum sich die Lactasepersistenz im zurückliegenden Zeitraum von vor 5000 bis ungefähr 3000 Jahren in Europa weiter verbreitet hatte.

## Verbreitung
| Region bzw. Ethnie               | Laktoseintoleranz % |
| -------------------------------- | ------------------- |
| Südostasien                      | 98                  |
| China                            | 94                  |
| Aborigines                       | 85                  |
| Inuit (Alaska)                   | 80                  |
| Zentralasien                     | 80                  |
| Afroamerikaner                   | 79                  |
| Südamerika                       | 65–75               |
| Sizilien                         | 71                  |
| Südindien                        | 70                  |
| Südfrankreich                    | 65                  |
| Massai                           | 62                  |
| Kreta                            | 56                  |
| Balkan                           | 55                  |
| Süditalien                       | 52                  |
| Indianer                         | 50                  |
| Norditalien                      | 41                  |
| Nordindien                       | 27                  |
| Beduinen                         | 25                  |
| Tutsi (Ruanda)                   | 20                  |
| Mittelitalien                    | 19                  |
| Finnland                         | 18                  |
| Nordfrankreich                   | 17                  |
| Schweiz                          | 15–20               |
| Deutschland                      | 15                  |
| Tuareg                           | 13                  |
| Weiße in den Vereinigten Staaten | 12                  |
| Österreich                       | 10–15               |
| Großbritannien                   | 5–15                |
| Dänemark                         | 5                   |
| Schweden                         | 2                   |

Quellen: